# Верёвкин, Николай Александрович
Никола́й Алекса́ндрович Верёвкин (3 августа 1820 — 10 июля 1878) — русский военачальник, генерал-лейтенант, участник Крымской войны и Среднеазиатских походов.

## Биография
Николай Александрович Верёвкин родился в 1820 году, воспитывался в 1-м московском кадетском корпусе, откуда в 1839 году выпущен прапорщиком в артиллерию.
Во время венгерской войны 1849 года, находясь в составе 3-го корпуса генерала Ф. В. Ридигера, он участвовал в сражениях под Вайценом и Дебреценом, награждён орденом Св. Владимира 4-й степени с бантом и чином штабс-капитана.
В Восточную войну 1853—1856 гг. находился при осаде Силистрии, командовал артиллерийским дивизионом; затем был назначен штаб-офицером к начальнику артиллерии Южной армии. За бой у Чёрной речки 4 августа 1855 г. получил золотую саблю с надписью «За храбрость», а за Севастопольскую кампанию — чин подполковника. По окончании войны командовал батареей 17-й бригады.
В 1861 г., состоя для особых поручений при командире отдельного Оренбургского корпуса, участвовал во взятии Яны-Кургана и за боевые отличия произведён в полковники с назначением начальником Сырдарьинской линии. За взятие Туркестана с отрядом, уступавшим численностью гарнизону, он был награждён орденом Св. Георгия 4-й степени и чином генерал-майора. В 1865 г. был назначен наказным атаманом Уральского казачьего войска.
В 1869 году был направлен в Степи Тургайской и Уральской областей, для подавления поднявшегося там мятежа. В том же году, 6 июля основал Уильское укрепление в Киргизской степи. (Совершив столь доблестный подвиг, Веревкин двинул дальше отряд, и через 4–5 дней мы подошли наконец к степной речонке Уил, где и приступили к постройке земляного редута и казармы из оставшегося строительного материала. Федоров Г.П. "Моя служба в Туркестанском крае").
В 1873 г. в Хивинском походе командовал Оренбургским отрядом. Выступив 26 февраля с Эмбинского поста, Верёвкин через степи, занесённые глубокими снегами, направился к Хиве. Поход был в высшей степени труден: начат суровой зимой, он закончился в палящую жару в песках. Во время пути почти ежедневно происходили стычки с неприятелем и были взяты хивинские города Ходжейли, Мангит и другие. 14 мая авангард Оренбургского отряда соединился с Мангышлакским отрядом полковника Н. П. Ломакина, и 28 мая оба отряда расположились на позиции напротив Шах-абадских ворот Хивы; 28 мая соединённые отряды штурмовали ворота, сам Верёвкин при штурме был ранен в голову. 29 мая штурм был повторён и Шах-абадские ворота были взяты, часть отряда вошла в город, причём передовыми постами под командованием М. Д. Скобелева был занят ханский дворец. В тот же день к Хиве подошёл и Туркестанский отряд генерал-адъютанта К. П. Кауфмана, было объявлено перемирие и хивинцы капитулировали. За этот поход Верёвкин был награждён оденами Св. Владимира 2-й степени и 22 июля 1873 г. Св. Георгия 3-й степени (№ 529 по кавалерским спискам).
В воздаяние отличнаго мужества и превосходной распорядительности, оказанных во время Хивинского похода и при взятии города Хивы
После Хивинской экспедиции он вернулся к исполнению обязанностей наказного атамана Уральского казачьего войска, которую исполнял и прежде в продолжение 8 лет (1865—1873); при нём в 1874 г. введено в войске новое положение о воинской повинности и об общественном хозяйственном управлении. В 1876 г. назначен был членом Александровского комитета о раненых.
Умер в Санкт-Петербурге 9 июля 1878 года. Похоронен на кладбище Новодевичьего монастыря.

## Награды
- Орден Святой Анны 3-й степени (22.06.1846)
- Орден Святого Владимира 4-й степени с бантом (31.10.1849)
- Орден Святой Анны 2-й степени (24.10.1851)
- Золотая сабля с надписью «За храбрость» (1855)
- Орден Святого Станислава 2-й степени с императорской короной (1860)
- Орден Святого Владимира 3-й степени с мечами (1864)
- Орден Святого Георгия 4-й степени (25.12.1865)
- Орден Святого Станислава 1-й степени (1866)
- Орден Святой Анны 1-й степени (1868)
- 2000 десятин земли (1868)
- Императорская корона к ордену Святой Анны 1-й степени (1870)
- Орден Святого Георгия 3-й степени (22.07.1873)
- Орден Святого Владимира 2-й степени с мечами (1873)
- Орден Белого орла (1876)[3]
- Знак отличия беспорочной службы за XV лет (1857)

Иностранные:
- Орден Железной короны 3-й степени (Австро-Венгрия, 1850)
- Орден Льва и Солнца 1-й степени (Персия, 1874)